# Каменка (сільське поселення присілок Сугоново)
Каменка (рос. Каменка) — присілок в Ферзиковському районі Калузької області Російської Федерації.
Населення становить 4 особи. Входить до складу муніципального утворення Присілок Сугоново.

## Історія
Від 2004 року входить до складу муніципального утворення Присілок Сугоново

## Населення
| 2002 | 2010 | 2011 |
| ---- | ---- | ---- |
| 18   | ↘12  | ↘4   |